# 遊覽車

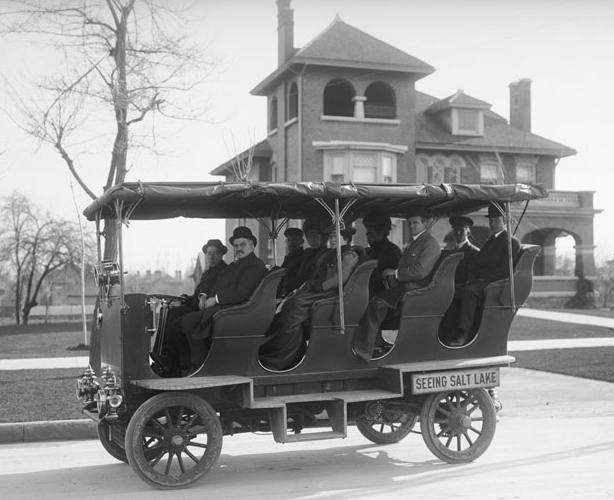
1909年，美國鹽湖城的早期遊覽車

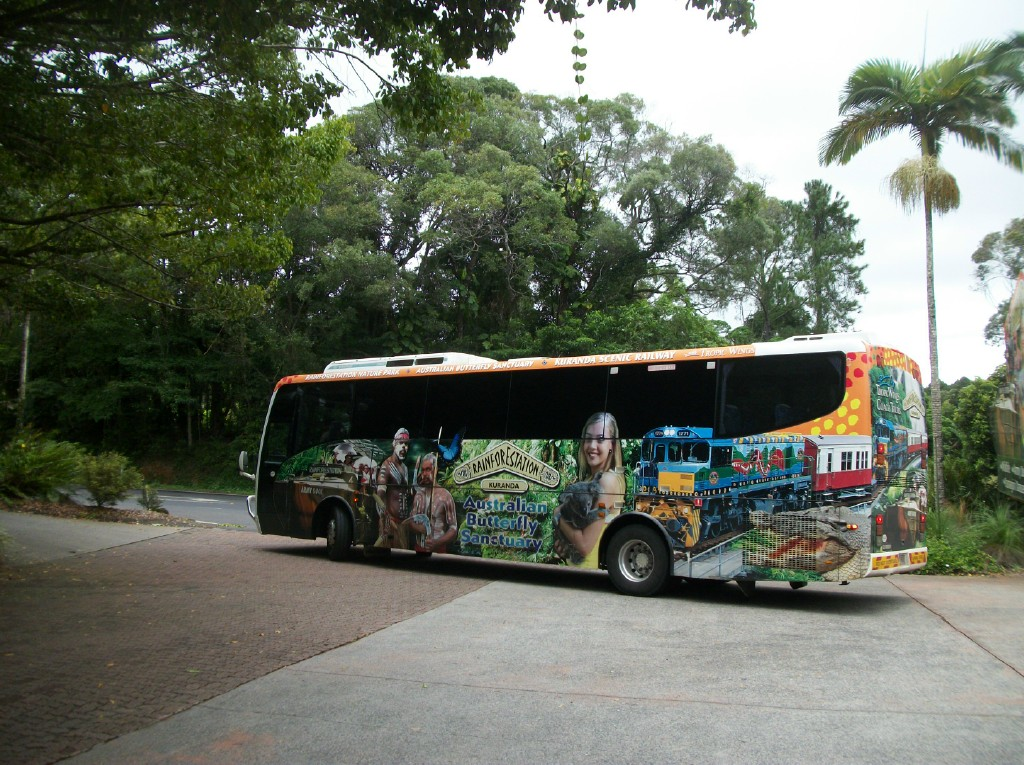
澳洲昆士蘭州庫蘭達的彩色遊覽車

遊覽車是一種集體的運輸工具。遊覽車可分為出售車票給散客的固定行車線號，以及出租給旅行團包車之用。

## 內裝配備與外型
一般普通的遊覽車，大都配備以下的內裝配備：遊覽車式座椅（椅背傾斜度通常可調整且大多有椅套）、導遊座、冷氣出風口、杯架、音響、電視、小型冰箱、飲水機、安全門，及供導遊使用的擴音設備。有些甚至配備閲讀燈、卡拉ok、廁所、小桌子、無線網路，最近也有出現USB充電座或是充電插頭的設計。遊覽車座椅格式與市區公車型車輛不同，為雙排座椅，不裝設站立用把手或拉環。車門有些為折疊門，大部分為外推式油壓門，車門比一般公車還小，而且地板較高（至少4踏）來容納下層行李艙。歐洲、北美及中國、馬來西亞、日本一些城市還有雙層遊覽車，跟用作通勤的雙層巴士相比，雙層遊覽車有兩種，一種上層是非露天，另一種則為上層是露天或半露天。

### 主要設施

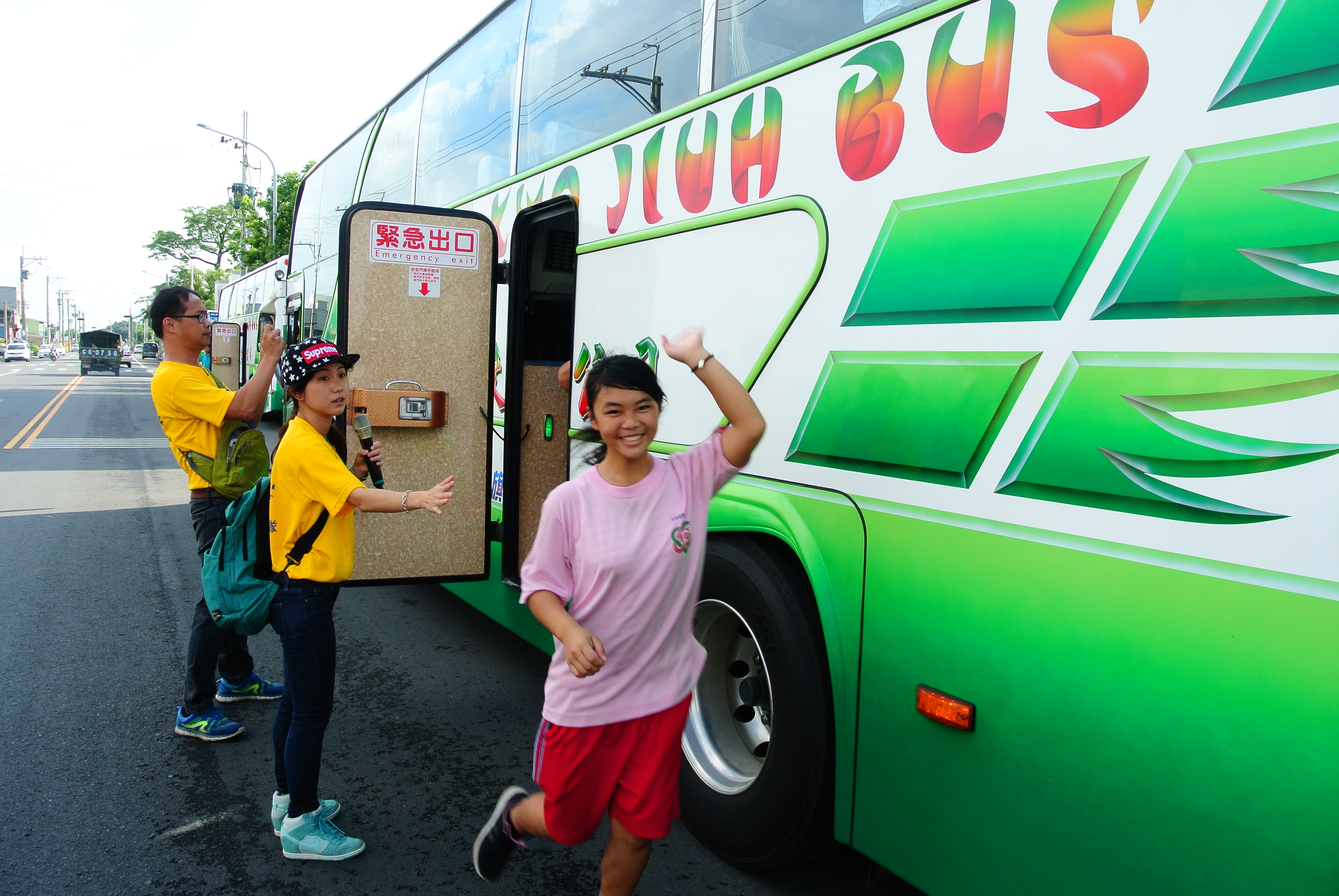
2016年，臺灣一所中學辦理校外教學時，演練使用遊覽車安全門

- 空調
- 安全門
- 窗簾
- 行李艙
- 洗手間
- 導遊咪
- 安全帶

## 管理與使用
有些國家或地區是將遊覽車與公共汽車分開管理，發放不同種類的車牌，但實際上常出現互相混用的情形，例如學校或公司行號包租遊覽車作為日常上下學及上下班的通勤用車；有些公車業者使用遊覽車作為公車使用。
而有些臺湾的公共汽車經營者會使用一種介於公共汽車與遊覽車之間的車，又稱「普遊車」，外觀與公共汽車大致相同，車頭尾裝有看板顯示路線編號及起訖站，內部座位布局與公共汽車類似，也設有站立用把手及拉環，椅背可調整斜度（一般短程公共汽車座椅大多不能調整斜度），這種「普遊車」平時供做公車，有需要時出租作為遊覽車之用。

## 圖片

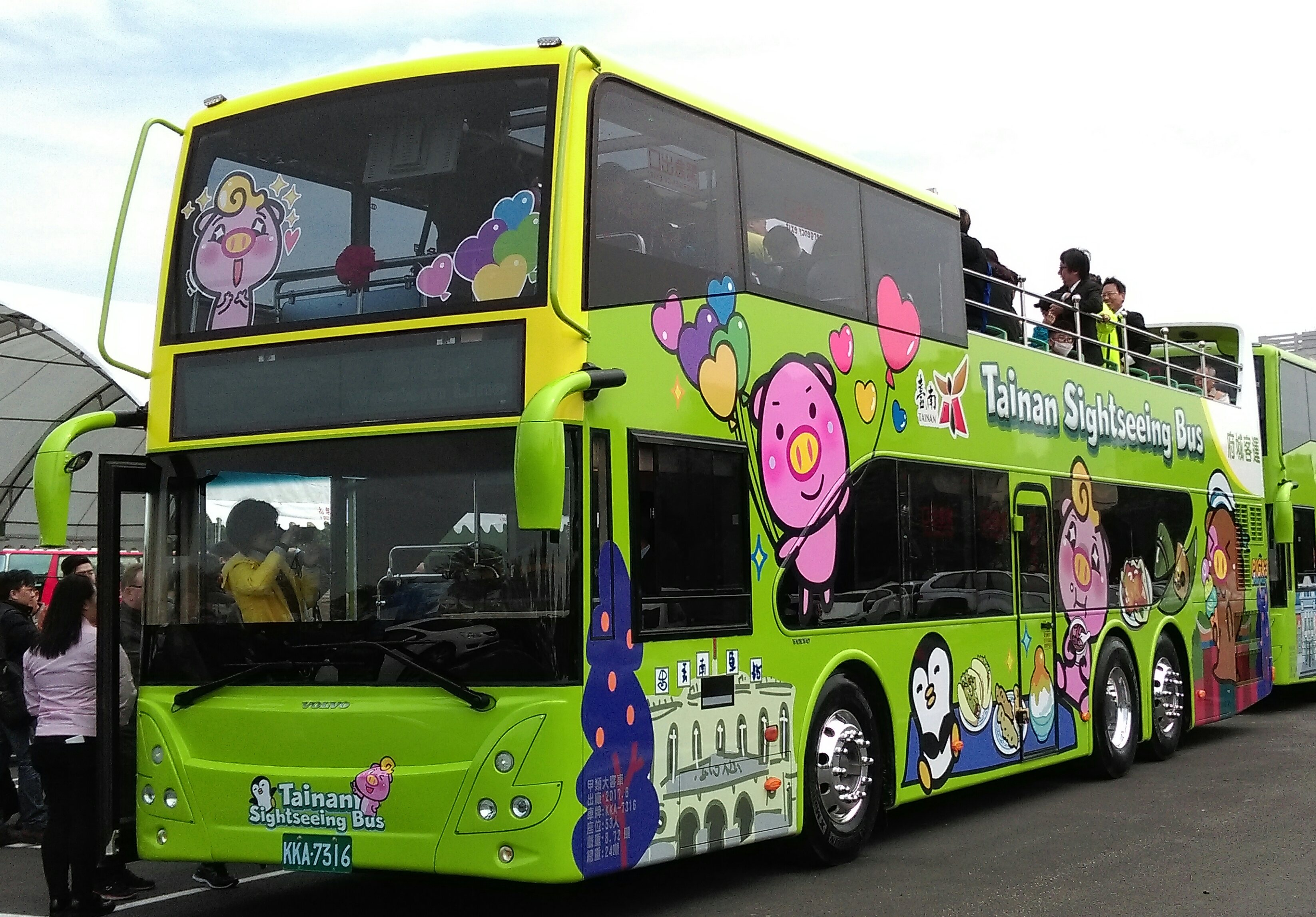
臺灣府城客運的Volvo B8R雙層低底盤巴士
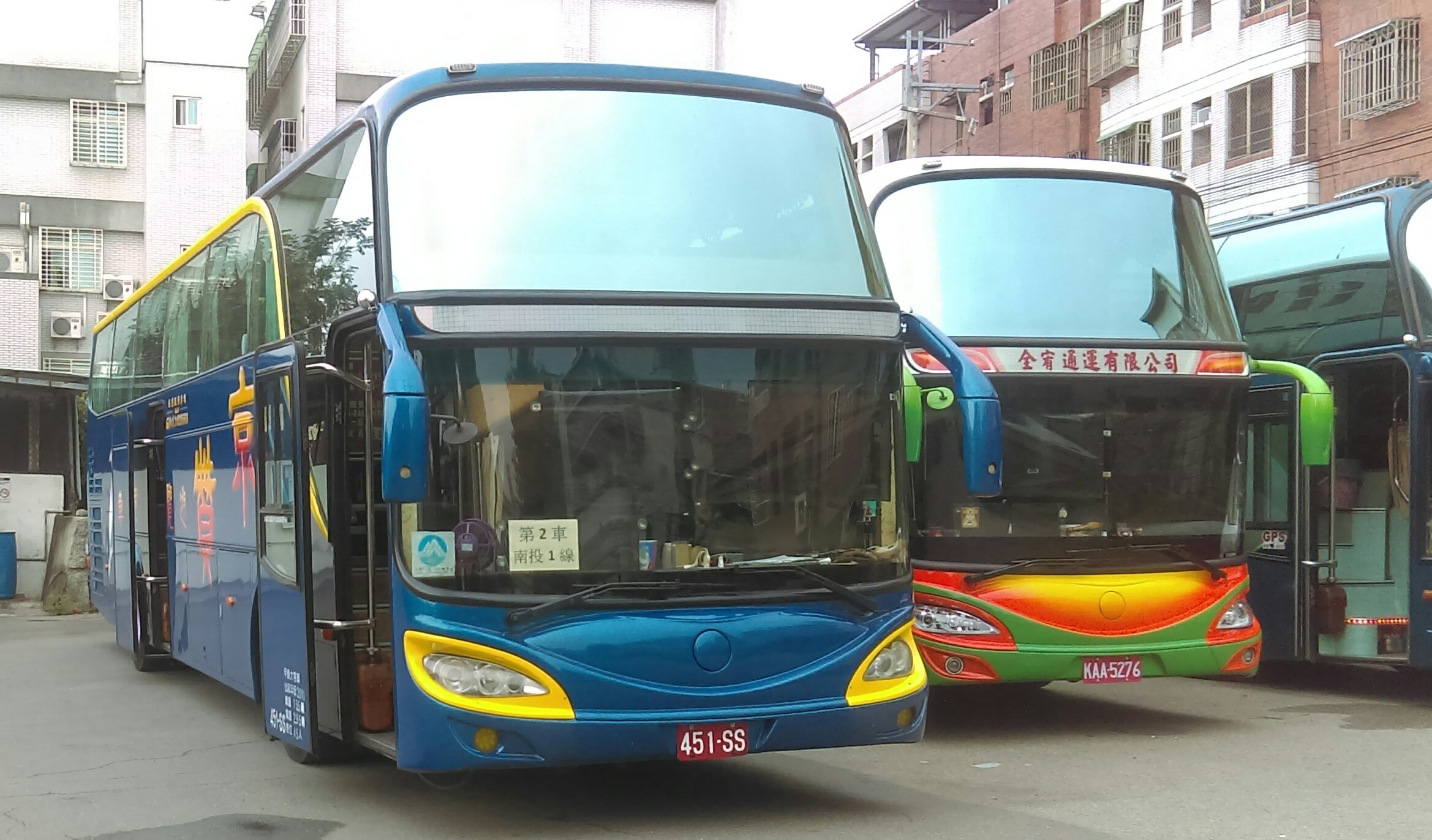
2007 SCANIA K380遊覽車 和2011 SCANIA K310遊覽車和2015 MAN遊覽車
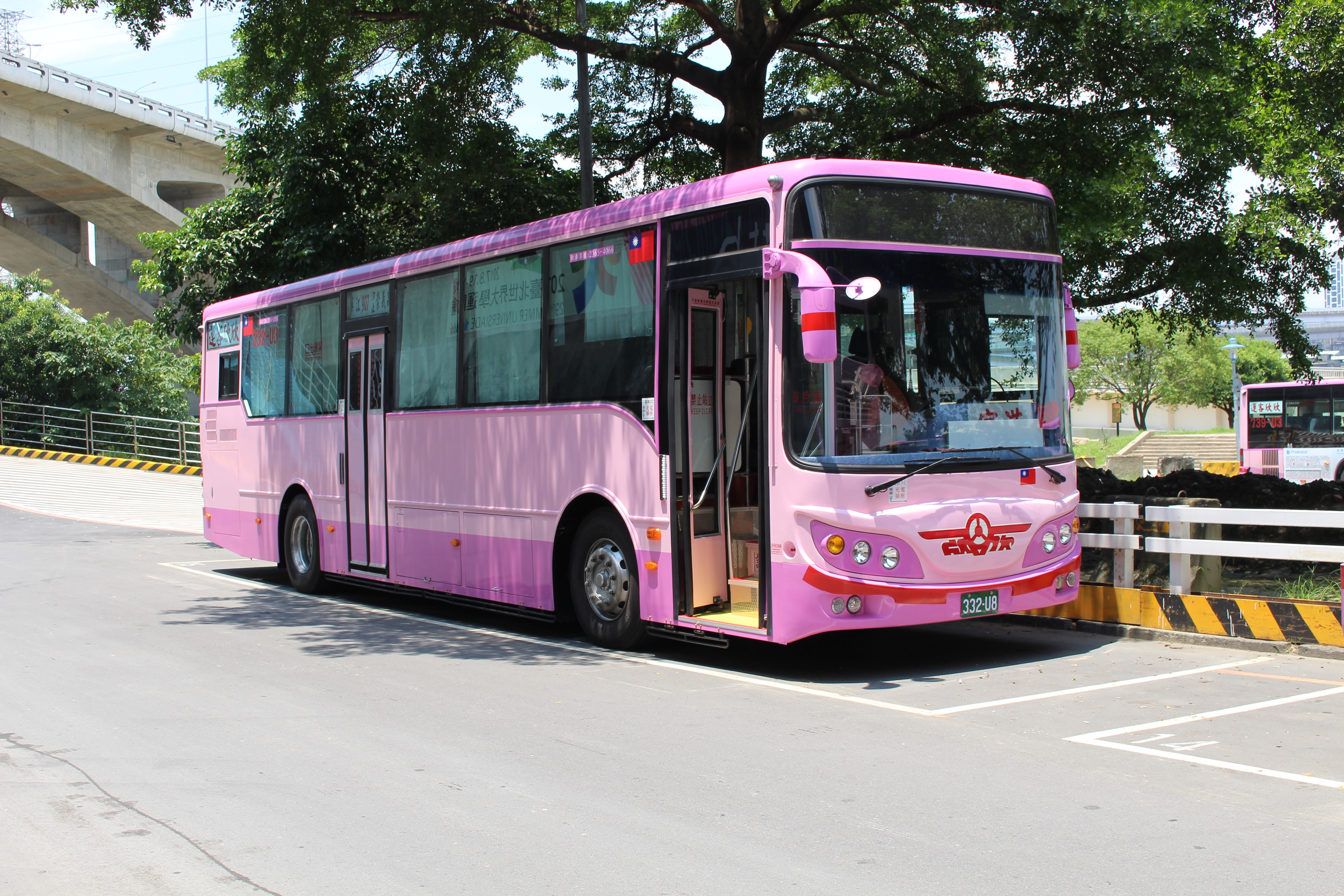
欣欣客運2016 HINO RK8JRVA-KJF五期普遊車
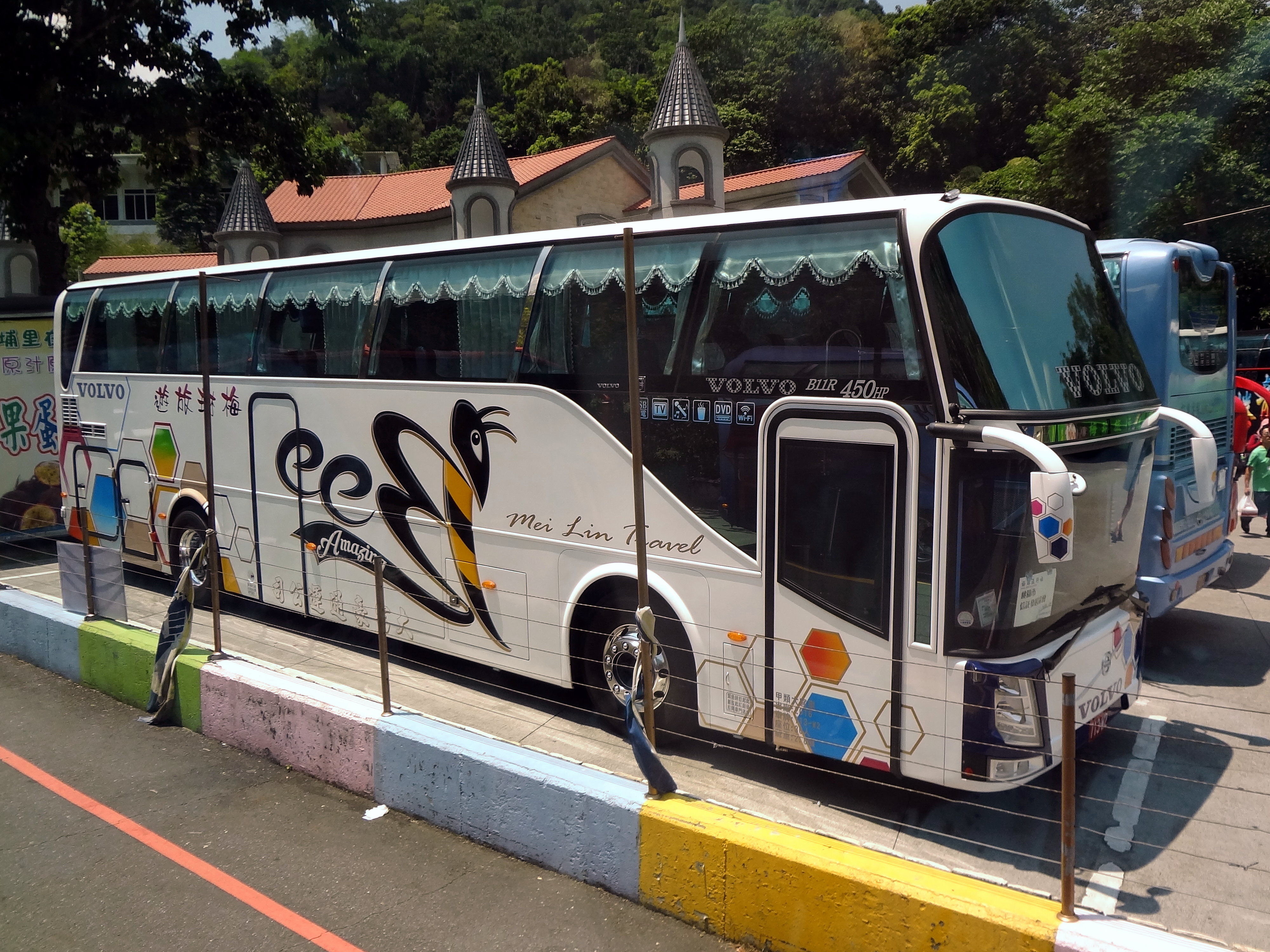
2015 VOLVO B11R 450ps六期遊覽車。
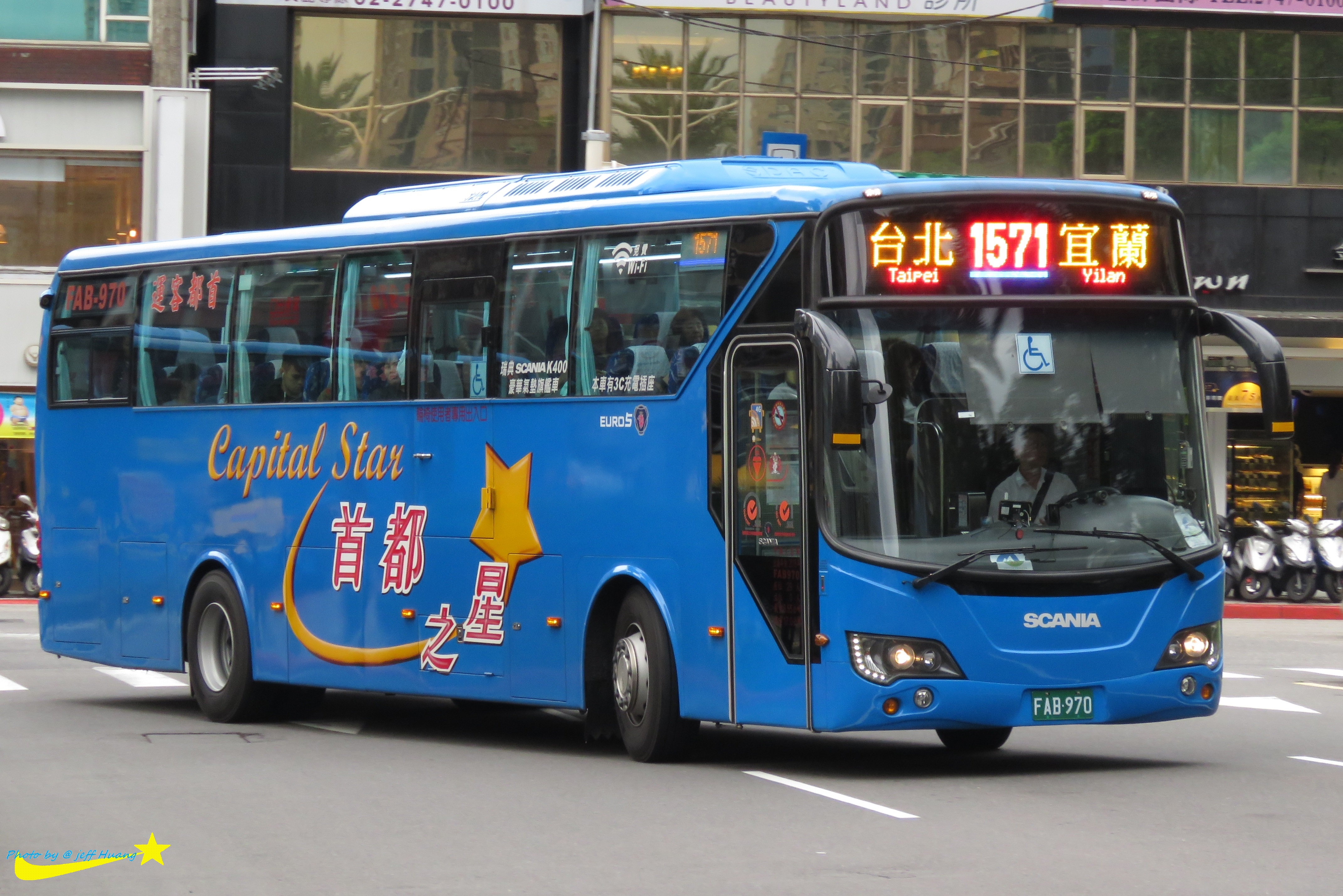
首都之星2016 SCANIA K400五期遊覽車
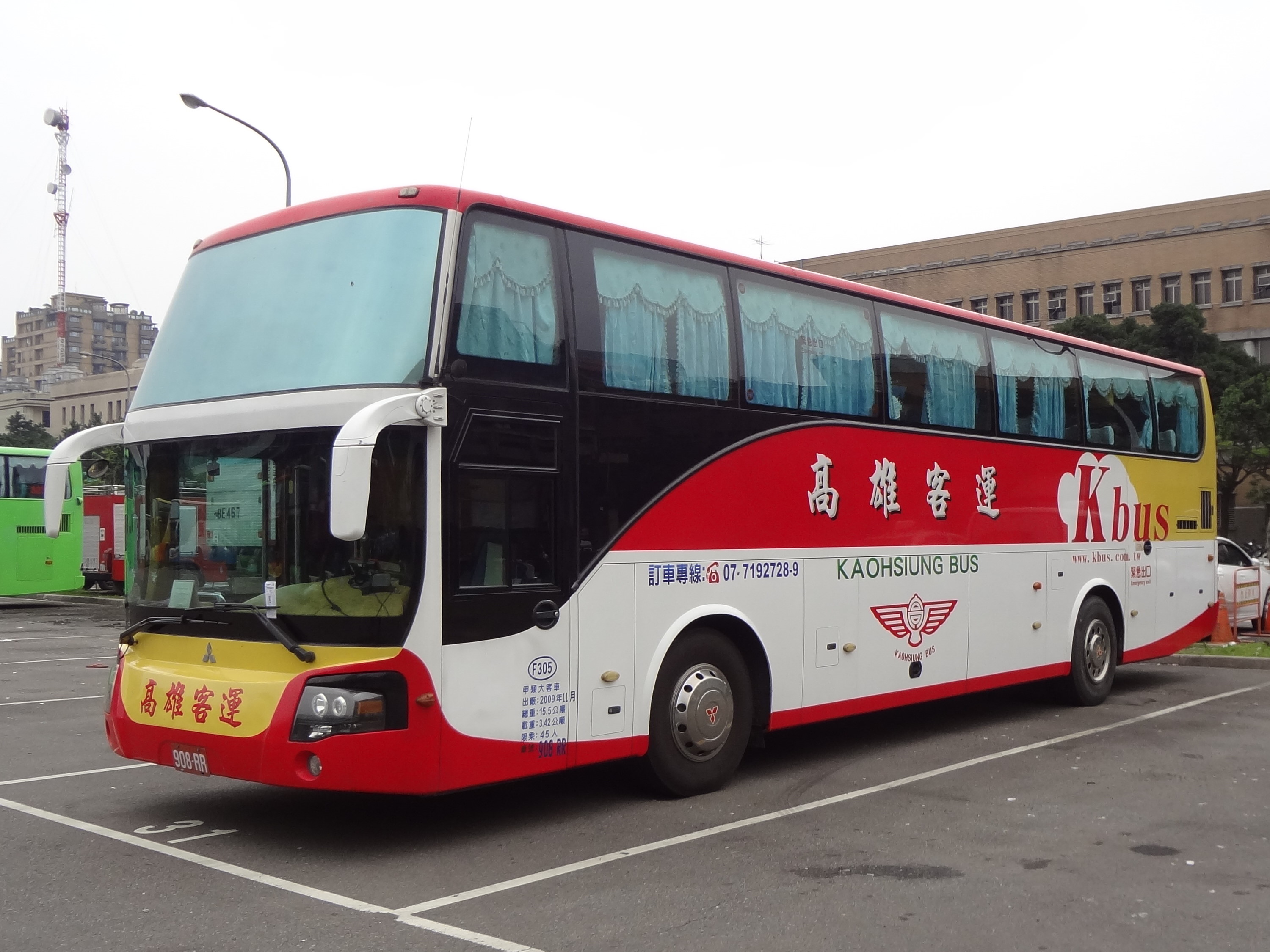
高雄客運2009 Mitsubishi Fuso RM11GNL3遊覽車
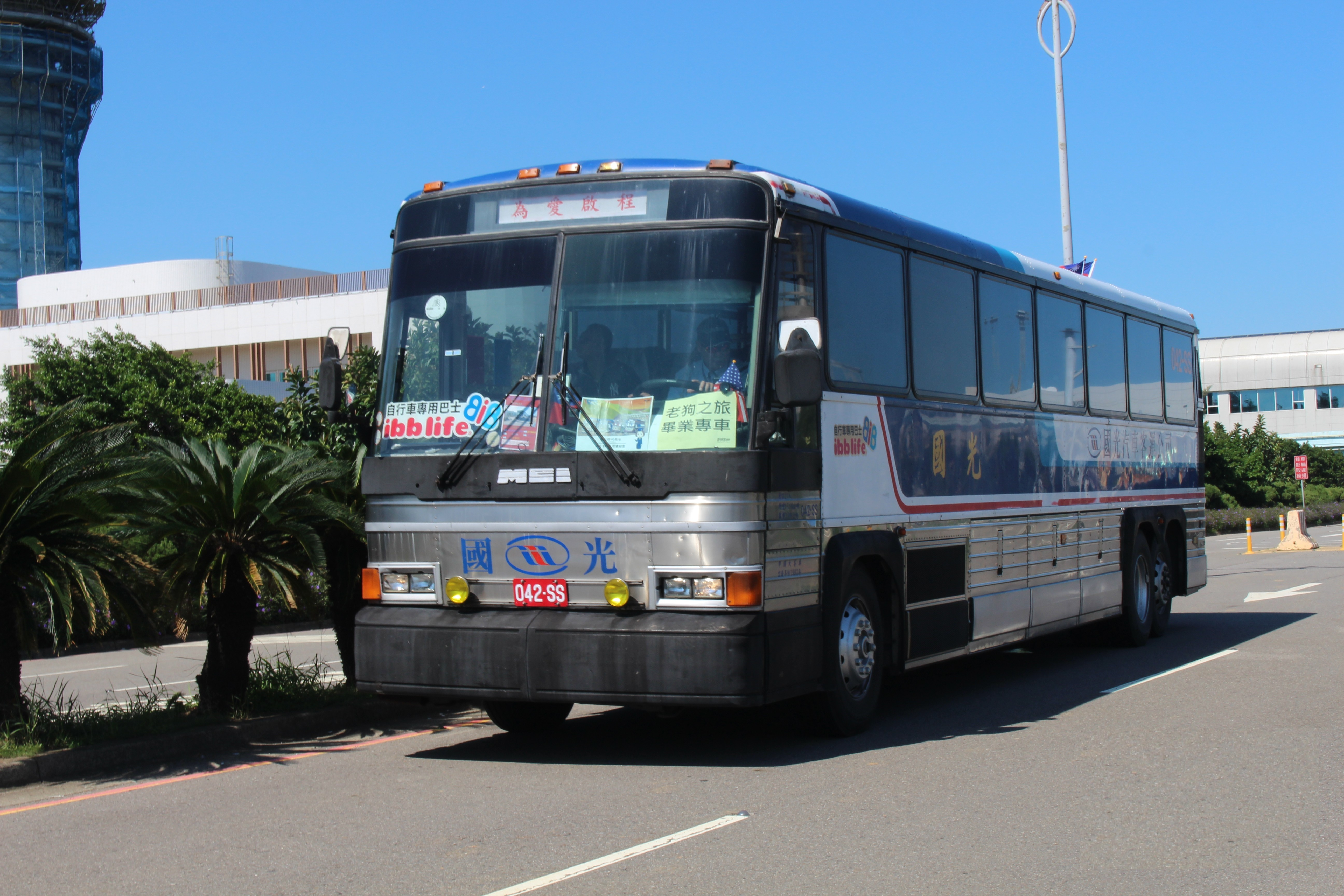
國光客運1992年 MCI 96A3遊覽車
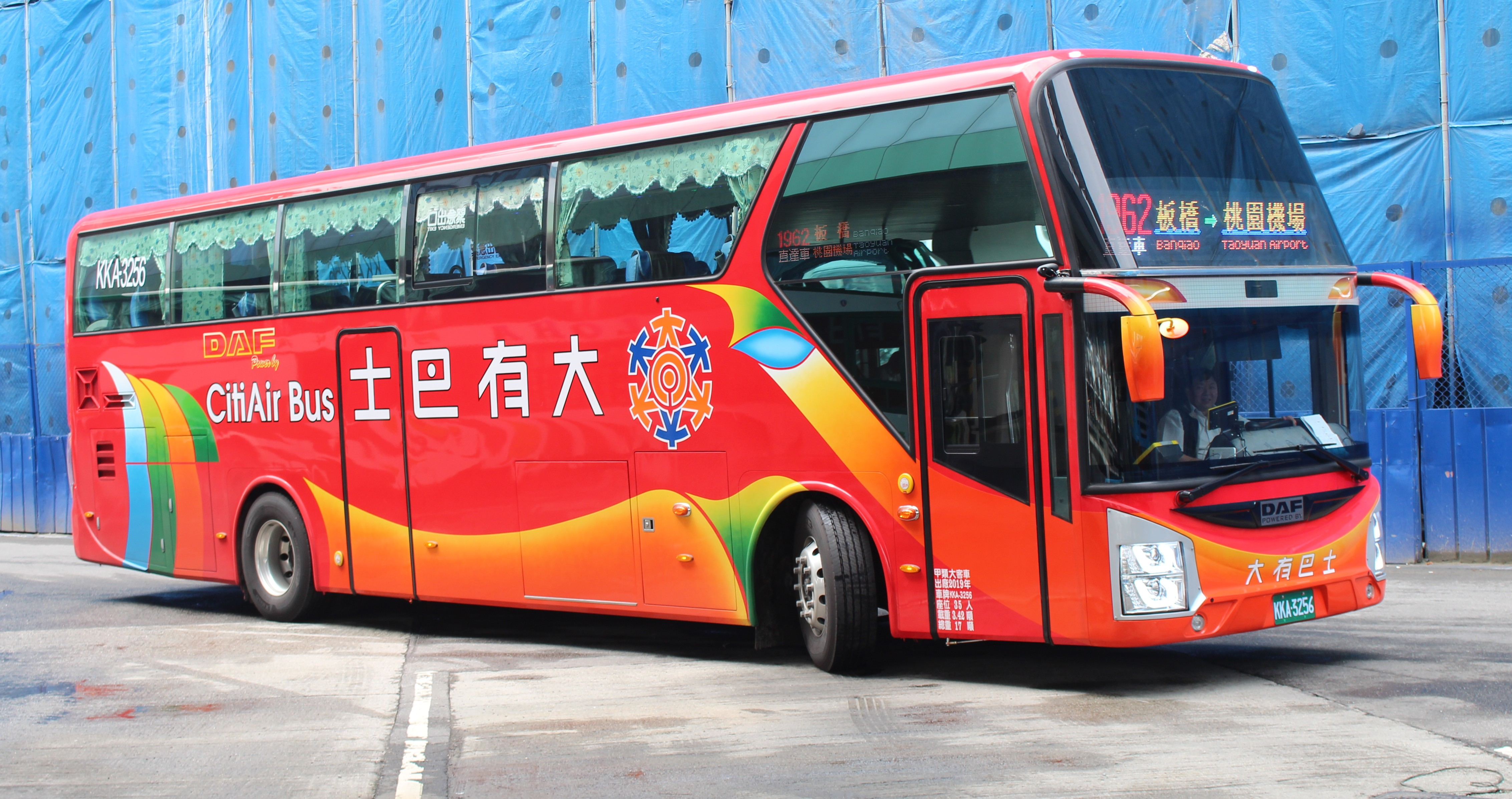
大有巴士2019 JIAMA六期遊覽車
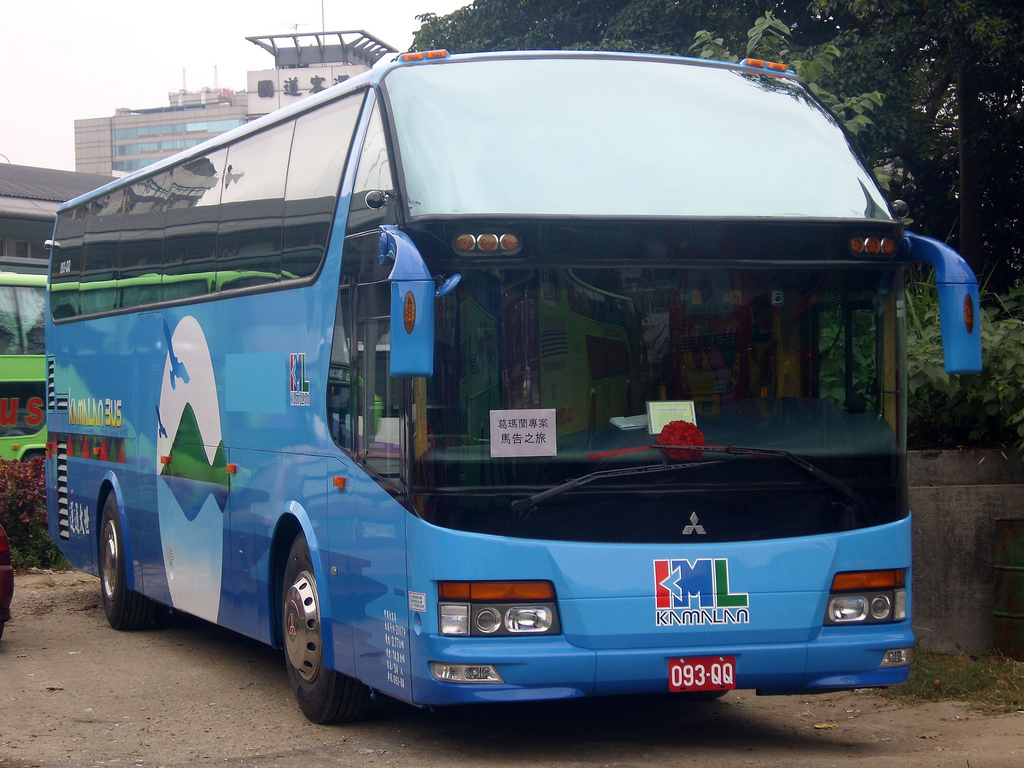
葛瑪蘭客運2005 FUSO RM11FNL（已轉賣至寮國）
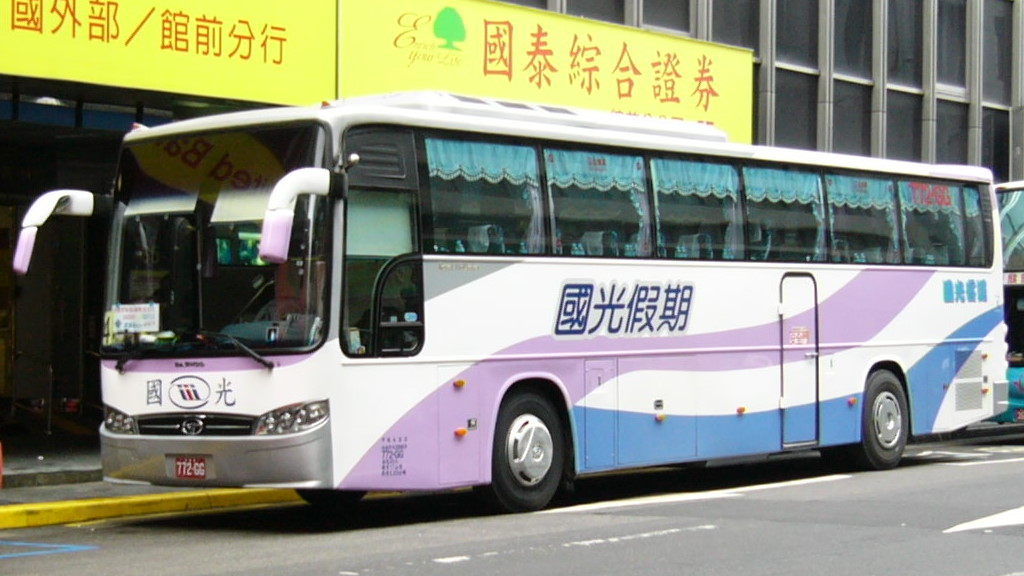
國光客運2006 DAEWOO BX212MT遊覽車

## 另見
- 客車